# Theodor Ziehen
Georg Theodor Ziehen (ur. 12 listopada 1862 we Frankfurcie nad Menem, zm. 29 grudnia 1950 w Wiesbaden) – niemiecki lekarz neurolog i psychiatra, filozof.

## Życiorys
Studiował medycynę na Uniwersytecie w Würzburgu i Uniwersytecie w Berlinie, tytuł doktora medycyny otrzymał w 1865. Następnie pracował jako asystent Karla Ludwiga Kahlbauma w Heilanstalt für Nerven und Gemütskranke w Görlitz, i od 1887 jako asystent Ottona Binswangera w Klinice Psychiatrycznej w Jenie. W 1900 został profesorem psychiatrii w Utrechcie, w 1903 w Halle i od 1904 do 1912 w Berlinie. W 1917 został profesorem filozofii na Uniwersytecie w Halle. W 1930 roku przeszedł na emeryturę i zamieszkał w Wiesbaden.

## Dorobek naukowy
Ziehen opublikował około 450 prac na temat psychologii, neurologii, anatomii. Był autorem cenionego podręcznika Die Geisteskrankheiten des Kindesalters (Choroby umysłowe wieku dziecięcego), który był pierwszym tak szerokim opracowaniem na temat psychiatrii dziecięcej w języku niemieckim. Napisał także podręcznik Psychiatrie, który doczekał się w latach 1894–1911 czterech wydań. Razem z Hermannem Oppenheimem opisał dystonię torsyjną.
W 1894 roku wprowadził termin „psychozy reaktywnej”, określając nim ogół chorobowych zaburzeń nastroju.
W 1898 opublikował pracę Psychophysiologische Erkenntnistheorie (Psychofizjologiczna teoria poznania), w której przedstawił system filozoficzny oparty na psychologii.
Między 1889 a 1890 pacjentem Binswangera i Ziehena był Friedrich Nietzsche.

## Wybrane prace
- Sphygmographische Untersuchungen an Geisteskranken. Jena, 1887
- Psychiatrie. Berlin, 1894
- Psychophysiologische Erkenntnisstheorie. Jena, 1898
- Leitfaden der physiologischen Psychologie. Jena, 1891
- Das Centralnervensystem der Cetaceen. 1892
- Psychiatrie für Ärzte und Studierende. Berlin, 1894
- Das Centralnervensystem der Monotremen und Marsupialier. 1897.
- Anatomie des Centralnervensystems. W: Handbuch der Anatomie des Menschen, Jena, 1899
- Über die allgemeinen Beziehungen zwischen Gehirn und Seelenleben. Leipzig, 1902. 66 ss
- Die Prinzipien und Methoden der Begabungs-, insbesondere der Intelligenzprüfung. Jena, 1908
- Die Erkennung der psychopathischen Konstitutionen und die öffentliche Fürsorge für psychopatisch veranlagte Kinder. Jena, 1912
- Ärztliche Wünsche zur Fürsorgeerziehung. Langensalza, 1913
- Die Grundlagen der Psychologie. Leipzig-Berlin, 1915
- Die Geisteskrankheiten des Kindesalters einschliesslich des Schwachsinns und der psychopathischen Konstitutionen, I-II. Berlin, 1915-1917
- Über das Wesen der Beanlagung und ihre methodische Erforschung. Langensalza, 1918; 4. ed., 1929.
- Das Seelenleben der Jugendlichen. Langensalza, 1923
- Die Grundlagen der Charakterologie. Langensalza, 1930